# Estelle Mærsk
La Estelle Mærsk è una nave portacontainer in servizio con la compagnia danese Maersk.

## Le navi gemelle
La compagnia di spedizione danese Maersk ha varato nell'anno 2006 tre navi "gemelle" con nomi diversi ma di caratteristiche e dimensioni praticamente identiche. Le tre navi in questione sono la Emma Mærsk, la Estelle Mærsk e la Eleonora Mærsk.
La compagnia Maersk ha varato anche altre tre navi "gemelle" Evelyn Mærsk, Ebba Mærsk e Elly Mærsk nell'anno 2007. Queste navi sono le portacontainer più grandi del mondo con una capacità di carico di 15.000 container. Le navi misurano 397 metri di lunghezza, 56 di larghezza per un'altezza di 30 metri. Montano un propulsore Wärtsilä-Sulzer 14RT-flex96C 14 cilindri, una sola elica che gira a 102rpm. Tale propulsore gli consente di arrivare a toccare la soglia dei 24 nodi. Il costo per la realizzazione di ogni singola nave è di 145.000.000 di dollari.